# Rockers Rollin' - Quo in Time 1972-2000
Rockers Rollin' – Quo in Time 1972-2000 è un quadruplo album raccolta, pubblicato dalla rock band inglese Status Quo nel novembre del 2001.

## Il disco
È un vero e proprio cofanetto rigido contenente la storia musicale del gruppo dal fatidico 1972, anno della consacrazione al successo con il genere boogie rock, fino al 2000.
I 69 brani sono dislocati in ordine cronologico e comprendono non solo molti dei grandi successi ottenuti nel tempo dalla band, ma anche materiale di vario tipo riservato per lo più ai collezionisti, con molte tracce rare (in precedenza disponibili solo su bootleg), più una quindicina di tracce del tutto inedite.
Della confezione fa parte un eccellente booklet illustrativo di 72 pagine, ricco di foto, notizie, brani di interviste e la discografia completa della band incisa nel Regno Unito a partire dal 1972 per le etichette Phonogram/Universal.

## Tracce disco 1
1. Paper Plane (dall'album Piledriver e dal singolo) - 2:56 - (Rossi/Young)
2. Big Fat Mama (tratto dall'album Piledriver) - 5:53 - (Rossi/Parfitt)
3. Don't Waste My Time Live (tratto dall'album Reading Festival '73) - 4:17 - (Rossi/Young)
4. Caroline (tratto dall'album Hello!) - 4:17 - (Rossi/Young)
5. Forty-Five Hundred Times (tratto dall'album Hello!) - 9:51 - (Rossi/Parfitt)
6. Backwater (tratto dall'album Quo) - 4:31 - (Parfitt/Lancaster)
7. Just Take Me (tratto dall'album Quo) - 3:22 - (Parfitt/Lancaster)
8. Down Down (tratto dall'album On The Level e singolo) - 5:21 - (Rossi/Young)
9. Roll Over Lay Down Live (da Quo Live EP - Southend 1.3.75) - 5:31 - (Rossi/Lancaster/Parfitt/Coghlan)
10. Roadhouse Blues Live (versione inedita - Southend 1.3.75) - 12:23 - (The Doors)
11. Rain (tratto dall'album Blue For You e dal singolo) - 4:33 - (Parfitt)
12. Mystery Song (tratto dall'album Blue For You e dal singolo) - 6:34 - (Parfitt/Young)
13. All Through the Night (lato b del singolo Wild Side of Life) - 3:20 - (Lancaster/Rossi)

## Tracce disco 2
1. Little Lady (Live) (tratto dall'album Status Quo Live!) - 3:28 - (Parfitt)
2. Most of the Time (Live) (tratto dall'album Status Quo Live!) - 3:26 - (Rossi/Young)
3. Is There a Better Way Live (tratto dall'album Tokyo Quo) - 3:56 - (Lancaster/Rossi)
4. Rockin' All Over the World (tratto dall'album Rockin' All Over the World e dal singolo) - 3:34 - (Fogerty)
5. Rockers Rollin' (tratto dall'album Rockin' All Over the World) - 4:16 - (Parfitt/Lynton)
6. Again and Again (tratto dall'album If You Can't Stand The Heat e dal singolo) - 3:39 - (Parfitt/Bown/Lynton)
7. Like a Good Girl (tratto dall'album If You Can't Stand The Heat) - 3:26 - (Rossi/Young)
8. Another Game in Town (demo inedito) - 2:20 - (Rossi-Frost)
9. Rearrange (demo inedito) - 3:06 - (Rossi-Frost)
10. Shady Lady (demo inedito) - 2:50 - (Rossi/Young)
11. Whatever You Want (tratto dall'album Whatever You Want e dal singolo) - 4:00 - (Parfitt/Bown)
12. Living on an Island  (tratto dall'album Whatever You Want e dal singolo) - 4:29 - (Parfitt/Young)
13. Bad Company (demo inedito) - 4:28 - (Lancaster)
14. What You're Proposing (tratto dall'album Just Supposin'... e dal singolo) - 4:16 - (Frost/Rossi)
15. Lies (tratto dall'album Just Supposin'... e dal singolo) - 4:01 - (Frost/Rossi)
16. Something 'Bout You Baby I Like (tratto dall'album Never Too Late e dal singolo) - 2:49 - (Supa)
17. Calling the Shots (lato b del singolo Jealousy) - 4:44 - (Parfitt/Bown)
18. Jealousy (tratto dall'album 1+9+8+2) - 2:52 - (Rossi/Frost)
19. Hold You Back (Live)  (versione inedita da Birmingham N.E.C. 12.5.82) - 4:39 - (Rossi/Young/Parfitt)
20. Over the Edge (Live) (versione inedita da Birmingham N.E.C. 12.5.82) - 4:21 - (Lancaster/Lamb)

## Tracce disco 3
1. Ol' Rag Blues (versione inedita cantata da Alan Lancaster) - 2:51 - (Lancaster/Lamb)
2. Mess of Blues (singolo 12") - 4:47 - (Pomus/Shuman)
3. The Wanderer (singolo) - 3:26 - (Maresca)
4. Cadillac Ranch (demo inedito) - 4:18 - (Springsteen)
5. In the Army Now (tratto dall'album In the Army Now e dal singolo) - 4:40 - (Bolland/Bolland)
6. Dreamin' (tratto dall'album In the Army Now e dal singolo) - 2:53 - (Rossi/Frost)
7. Late Last Night (tratto dall'album In the Army Now e dal singolo 12") - 2:56 - (Young/Parfitt/Rossi)
8. Ain't Complaining (dall'album Ain't Complaining e dal singolo) - 4:00 - (Parfitt/Williams)
9. Burning Bridges (On and Off Again) (dall'album Ain't Complaining) - 4:19 - (Rossi/Bown)
10. The Greatest Fighter (demo inedito) - 3:56 - (Rossi/Frost)
11. Halloween (lato b del singolo) - 4:58 - (Parfitt/Rossi/Williams)
12. Lean Machine (lato b del singolo 12") - 3:36 - (Rossi/Parfitt)
13. Cream of the Crop (Live) (versione inedita - London 7.7.88) - 4:07 - (Rossi/Frost)
14. Who Gets the Love? (Live) (versione inedita - London 7.7.88) - 4:32 - (Williams/Goodison)
15. Bye Bye Johnny (Live)  (versione inedita - London 7.7.88) - 7:15 - (Berry)
16. Little Dreamer (tratto dall'album Perfect Remedy e dal singolo) - 4:03 - (Rossi/Frost)
17. The Power of Rock (tratto dall'album Perfect Remedy) - 6:09 - (Parfitt/Williams/Rossi)

## Tracce disco 4
1. The Anniversary Waltz Part 1 (singolo) - 5:25 - (Berry/Swan//Allison/Holly/Petty//Endsley/Everly/Harrison/Penniman/Johnson/Blackwell/Penniman)
2. The Anniversary Waltz Part 2 (singolo) - 5:28 - (Lee/King/Mac/Mendelsohn/Barry/Maresca/Bartholomew/Collins/Penniman/Hammer/Blackwell)
3. Mysteries From the Ball (lato b del singolo 12") - 3:46 - (Rossi/Parfitt)
4. Dead in the Water (lato b del singolo 12")) - 3:47 - (Rossi/Bown)
5. All We Really Wanna Do (tratto dall'album Rock 'Til You Drop) - 3:44 - (Rossi/Frost)
6. Rock 'Til You Drop (tratto dall'album Rock 'Til You Drop e dal singolo) - 3:15 - (Bown)
7. Heavy Daze (inedito) - 4:10 - (Parfitt/Williams)
8. Better Times (inedito) - 3:25 - (Rossi/Frost)
9. Goin' Nowhere (tratto dall'album Thirsty Work) - 3:47 - (Rossi/Frost/Macannany)
10. Back on My Feet (tratto dall'album Thirsty Work) - 3:04 - (Rossi/Frost)
11. Ciao Ciao (tratto dall'album Thirsty Work) - 3:28 - (Rossi/Bown)
12. Democracy (lato b del singolo) - 4:24 - (Cohen)
13. Fun, Fun, Fun (tratto dall'album Don't Stop e dal singolo) - 4:03 - (Wilson/Love)
14. All Around My Hat (tratto dall'album Don't Stop e dal singolo) - 3:55 - (trad. ar. Hart/Knight/Prior/Johnson/Kemp/Pegrum)
15. Proud Mary Live (versione inedita - Brighton Centre 12.12.96) - 3:32 - (Fogerty)
16. Fighting the Pack (tratto dalla colonna sonora del film tedesco Benzin im Blut) - 4:31 - (Rossi/Parfitt/Frost)
17. When I'm Dead and Gone (tratto dall'album The Last Century) - 3:11 - (Gallager/Lyle)
18. Good Golly Miss Molly (tratto dall'album The Last Century) - 2:05 - (Blackwell/Marascalco)
19. Roll Over Beethoven (tratto dall'album The Last Century) - 3:09 - (Berry)

## Formazione
- Francis Rossi (chitarra solista, voce)
- Rick Parfitt (chitarra ritmica, voce)
- Alan Lancaster (basso, voce)
- John 'Rhino' Edwards (basso)
- John Coghlan (percussioni)
- Pete Kircher (percussioni)
- Jeff Rich (percussioni)
- Andy Bown (tastiere)

### Altri musicisti
- Andy Bown (tastiere)
- Bernie Frost (cori)
- Bob Young (armonica a bocca)
- The Beach Boys in Fun, Fun, Fun
- Maddy Prior in All Around My Hat